# Maurice Sellin
Maurice Sellin (* 21. Februar 1920 in Rosporden; † 3. August 2016) war ein französischer Fußballspieler.

## Karriere
Der 174 Zentimeter große Abwehrspieler Sellin begann das Fußballspielen in seinem Heimatort beim FC Rosporden. Von dort aus wechselte er zum FC Nantes, der 1943 gegründet wurde und dessen historisch erster Mannschaft er angehörte. In dieser wurde dem damals 23-Jährigen gleich die Rolle des Kapitäns übertragen. 1945 schaffte er mit den Westfranzosen den Sprung in die zweithöchste nationale Spielklasse, was dem Aufstieg in den Profifußball gleichkam. Er spielte ein Jahr in dieser Liga, bevor er 1946 vom Erstligisten Stade Rennes UC verpflichtet wurde. Dafür bezahlte der Klub eine Ablösesumme in Höhe von 500.000 Französischen Francs an Nantes.
Im Trikot von Rennes erreichte er am 12. September 1946 bei einer 2:3-Niederlage gegen den Stade Reims sein Debüt in der obersten Liga Frankreichs. Anschließend musste er um einen Platz in der ersten Elf kämpfen, konnte sich diesen jedoch nie dauerhaft sichern. Das erfolgreichste Jahr seiner Karriere war die Spielzeit 1948/49, in der er mit 23 Einsätzen regelmäßig auf dem Platz stand und mit der Mannschaft den vierten Tabellenplatz belegte. Danach griff der Trainer immer seltener auf ihn zurück, doch er blieb Rennes trotz allem treu. In der Saison 1952/53 wurde er kaum noch aufgeboten, sodass er sich an deren Ende mit 33 Jahren nach 84 Erstligapartien ohne Torerfolg für Rennes und einem Zweitligajahr mit Nantes für einen Rückzug aus dem Profibereich entschied. Danach ließ er beim Amateurverein UCK Vannes seine Laufbahn ausklingen.